# Karen Shepherd
Karen Shepherd, nata Selker (Silver City, 5 luglio 1940), è una politica statunitense, membro della Camera dei Rappresentanti per lo stato dello Utah dal 1993 al 1995.

## Biografia
Nata in Nuovo Messico, la Shepherd studiò alla Brigham Young University e lavorò come insegnante per alcuni anni.
Successivamente entrò in politica con il Partito Democratico e nel 1991 riuscì ad ottenere un seggio al Senato di stato dello Utah. L'anno seguente la Shepherd si candidò alla Camera dei Rappresentanti e venne eletta, battendo la repubblicana Enid Greene.
Nel 1994 la Greene sfidò la Shepherd per la seconda volta, ma in questo caso la repubblicana ebbe la meglio e la Shepherd dovette abbandonare il Congresso. Due anni più tardi tuttavia si scoprì che dietro la vittoria della Greene c'era una frode messa in atto dal marito della donna.
Dopo aver lasciato la Camera la Shepherd non si occupò più attivamente di politica.